# Мајер Амшел Ротшилд
Мајер Амшел Ротшилд (Франкфурт, 23. фебруар 1744 — Франкфурт, 19. септембар 1812) био је немачки јеврејски банкар и оснивач банкарске династије Ротшилд. Поменут је као "оснивач међународних финансија", Ротшилд је 2005. године заузео седмо место на листи магазина Форбс "Двадесет најутицајнијих бизнисмена свих времена".

## Рани живот
Мајер Амшел Ротшилд рођен је 1744. године у Јуденгасеу, јеврејском гету Франкфурта на Мајни, једно од осморо деце Амшел Мозес Ротшилда (у. 1755) и његове супруге Шенхе Ротшилд (рођ. Лехних, у. 1756).
Преци Ротшилда могу се пратити од 1577. године до Изака Елханана Ротшилда, чије је име изведено од немачког цум ротен Шилд, што значи „са црвени штит “, у односу на кућу у којој је породица живела током многих генерација. Име Ротшилд на јидишком значи Црвени капут, у односу на хералдички грб. Његови унуци и потомци узели су ово име за породично име и задржали га када су се преселили 1664. у другу кућу у Јуденгасеу, Хинтерфан, која је постала породични дом и место пословања до почетка 19. века.
Отац Амшела се бавио трговином робом и разменом валута. Био је лични добављач кованица принцу од Хесена. Породична кућа изнад радње имала је предњи зид широк 3,4 метра, где је у то време живело више од 30 људи.

## Пословна каријера
Уз помоћ рођака, Ротшилд је обезбедио науковање код Јакоба Волф Опенхајмера, у банкарској фирми Симон Волф Опенхајмера у Хановеру, 1757. године. Унук Самуела Опенхајмера подучио је Ротшилда корисним знањима у спољној трговини и размени валута, пре него што се вратио својој посао браће у Франкфурту 1763. године. Постао је трговац ретким кованицама и добио покровитељство престолонаследника принца Вилхелма од Хесена (који је такође раније био покровитељ његовог оца), стекавши титулу „Судског фактора“ 1769. године. Ротшилдов посао са кованицама је растао да би укључио бројне кнежевске покровитеље, а затим се проширио пружањем банкарских услуга престолонаследнику Вилхелму, који је постао Вилхелм IX Ландраве 1785. године. Посао се брзо ширио након Француске револуције када је Ротшилд обављао плаћања из Британије за најам хесенских плаћеника.
До раних година 19. века,Ротшилд је учврстио свој положај главног међународног банкара код Вилхелма IXи почео да издаје своје међународне зајмове, позајмљујући капитал од Ландграве-а.
1806. Наполеон је напао Хесен као одговор на Вилхелмову подршку Пруској. Ландграве је отишао у изгнанство у војводство Холштајн, али Ротшилд је могао да настави да ради као његов банкар, улажући средства у Лондон. Такође је профитирао од увоза робе заобилазећи Наполеонову континенталну блокаду.

## Ротшилд династија
1798. године, трећерођени син Нејтана Мајер Ротшилда послат је у Енглеску ради унапређења породичних интереса у увозу текстила са 20.000 фунти капитала (што је еквивалент 2.1 милиона фунти у 2020. години) - прва инострана филијала. Нејтан је постао натурализовани грађанин 1804. године и основао банку у Лондону. 1810. године. Мајер је склопио формални споразум о партнерству са своја три најстарија сина. Најмлађи син Јаков послан је у Париз 1811. године, повећавајући способност породице да послује широм Европе. То им је омогућило да профитирају од могућности финансирања војске Велингтона у Португалији, захтевајући снабдевање великим количинама злата у име британске владе.
Ротшилд је умро 19. септембра 1812. у Франкфурту. Сахрањен је на старом јеврејском гробљу у Франкфурту, смештеном поред Јуденгасеа. Његов гроб и даље постоји. По њему је добио име парк, а такође и улица (Ротшилдале). 1817. године га је цар Франц II постхумно оплеменио. Његови потомци унапређивали су породично богатство широм Европе - „пет стрела“ банкарства. Најстарији син Амшел Мајер преузео је франкфуртску банку, а Саломон се преселио у Беч. Нејтан је лондонску филијалу претворио у једну од најмоћнијих европских банкарских институција, Калман је отворио филијалу у Напуљу, а Јакоб је отворио Ротшилд Фререс, постајући гигант финансије у Паризу.